# Myxotheca
Myxotheca, en ocasiones erróneamente denominado Armyxothecum, es un género de foraminífero bentónico de la familia Lagynidae, del suborden Allogromiina y del orden Allogromiida. Su especie-tipo es Myxotheca arenilega. Su rango cronoestratigráfico abarca el Holoceno.

## Clasificación
Myxotheca incluye a la siguiente especie:
- Myxotheca arenilega